# 南开大学学报（自然科学版）
《南开大学学报》（自然科学版），是南开大学主办的自然科学综合类学术期刊，创刊于1955年，是中华人民共和国创刊较早的高校理科学报之一，编委会主任为许京军。学报编辑部位于南开大学八里台校区伯苓楼。